# 喜洲村
喜洲村是中华人民共和国云南省大理白族自治州大理市喜洲镇下辖的一个村。。

## 历史文化
2012年12月，喜洲村评为首批中国传统村落。有全国文物保护单位单位喜洲白族古建筑群。
| 喜洲白族古建筑群 | 5-404 | 古建筑 | 明、清 | 大理市喜洲镇喜洲村委会 25°51′20″N 100°07′54″E / 25.85556°N 100.13167°E |  |